# مغربة الرحيمى (شرس)

تعديل مصدري - تعديل

مغربة الرحيمى هي إحدى قرى عزلة بيت قدم بمديرية شرس التابعة لمحافظة حجة، بلغ تعداد سكانها 272 نسمة حسب تعداد اليمن لعام 2004.